# Ампир
Ампи́р (фр. style Empire — «имперский стиль») — исторический художественный стиль, получивший распространение в странах Западной Европы и, отчасти, в России, в первой трети XIX века, главным образом, в архитектуре, оформлении интерьера и декоративно-прикладном искусстве. Возник во Франции в период правления Наполеона Бонапарта. Это был последний из классических «королевских» художественных стилей, который сменился искусством периода историзма, неостилей и эклектики второй половины XIX века.

## История возникновения и основные особенности

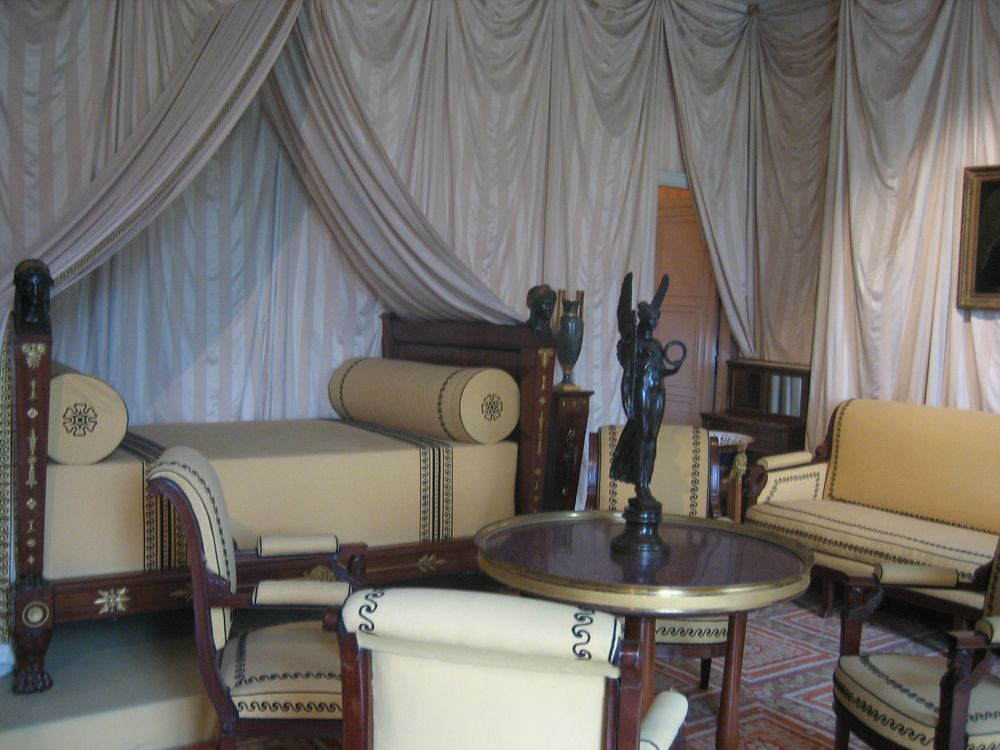
Будуар Жозефины Богарне во дворце Мальмезон

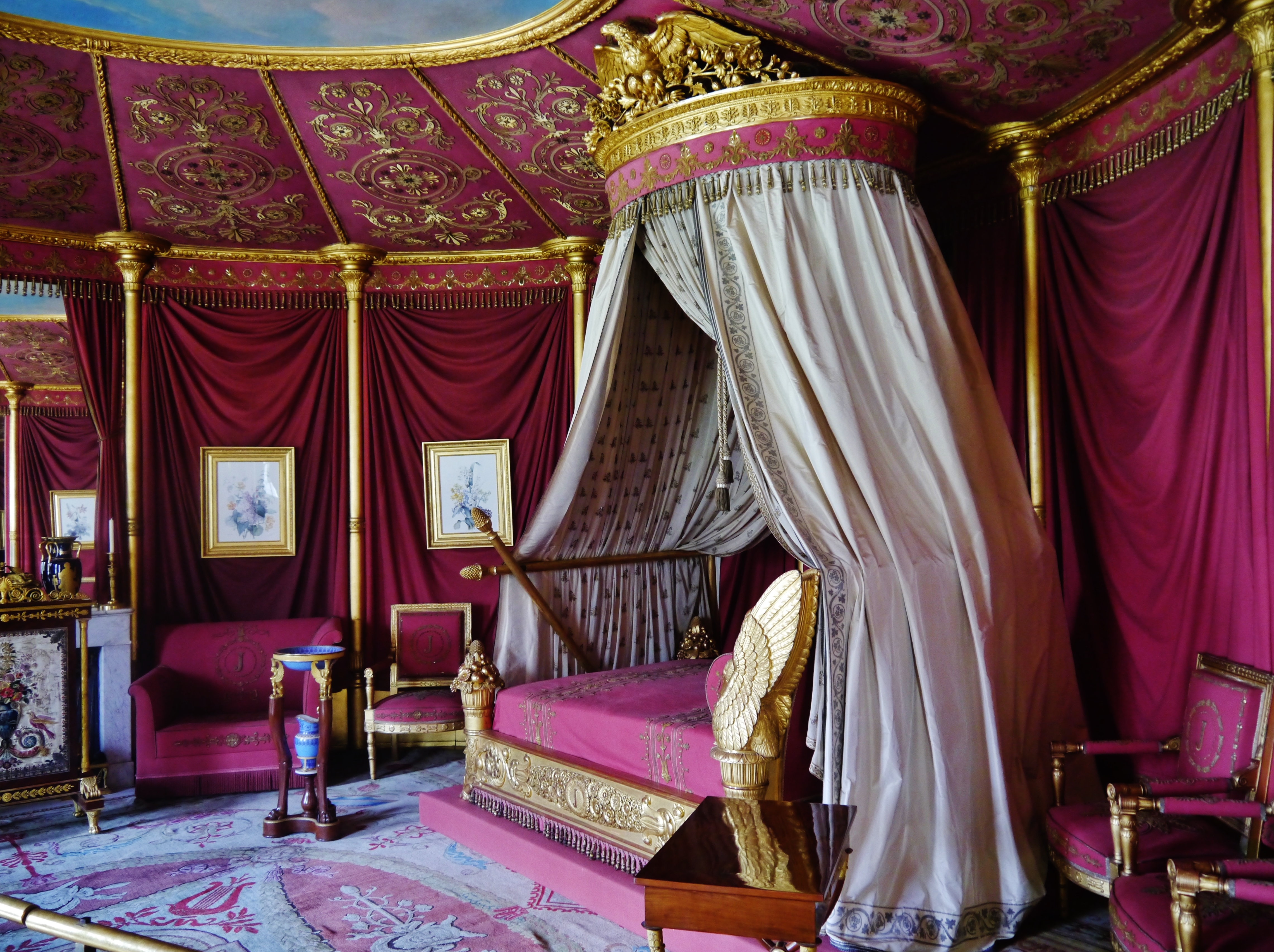
Мальмезон. Спальня императрицы. Проект Ш. Персье и П. Фонтена

Стиль ампир является завершающим этапом развития позднего (высокого) классицизма. Его хронологические рамки узки, они ограничены, с одной стороны, завершением правления Директории во Франции (1799) или годом коронации и провозглашения Наполеона Бонапарта императором (1804), а с другой — первой реставрацией Бурбонов. За столь короткое время фактически волей одного лишь императора и двух его придворных архитекторов-декораторов, прозванных «братьями Диоскурами», Шарля Персье и Пьера Фонтена, был создан вполне оригинальный художественный стиль. В то же время следует отметить значительные различия в идеологии, эстетике, источниках и художественных формах стилей классицизма и ампира. Если художники классицизма и неоклассицизма эпохи Просвещения, усиленной гражданскими идеалами начала революции, в значительной степени ориентировались на искусство демократических Афин и республиканского Рима, то художникам ампира было строго указано брать за образцы формы искусства императорского Рима. Император Франции стремился к апофеозу и театральному великолепию римских императоров. Поэтому считать наполеоновский ампир высшей стадией искусства классицизма было бы неверным по существу и равносильно утверждению, что искусство Рима представляет собой высшую стадию искусства греческих Афин. П. Верле назвал ампир «затвердевшим стилем Людовика XVI».
Французский ампир идеально отражает содержание эпохи времени Первой Империи. Это стиль жёсткий и холодный. Если в классицизме предыдущего периода доминировали плавные очертания и тонкие цветовые отношения, то ампирный декор дворцовых интерьеров и мебели, созданный по рисункам Персье и Фонтена, отличают резкие, контрастные цвета: ярко-красный, зелёный, синий, белый и обилие позолоты, и, что самое важное, чёткое, контрастное подразделение декора на заполняющие и обрамляющие элементы. На чистом поле поверхности стены, мебели, сосуда, костюма выделяются плотно скомпонованные орнаментальные пояса, как правило, подчёркивающие конструктивные узлы и членения формы.
Характерен также жёсткий, «колючий декор» из древнеримских военных атрибутов: щитов-пельт, мечей и копий, ликторских связок с топорами, шлемов и панцирей. Стены затягивали ярким шёлком; в орнаментах доминировали круги, ромбы, пышные бордюры из дубовых ветвей, наполеоновские пчёлы и звёзды из золотой и серебряной парчи.
И. Э. Грабарь писал, что «блестящее развитие классицизма во Франции было прервано холодной диктатурой ампира». В. Я. Курбатов, напротив, считал, что возникновение стиля ампир не было переворотом в последовательном развитии «королевских» французских стилей, а, скорее, «видоизменением всё тех же элементов, известных во Франции ещё со времён Людовика XIV или даже Франциска I».
Необычным для истории художественных стилей было и то, что главными создателями стиля ампир стали не столько архитекторы-проектировщики, сколько художники-декораторы, рисовальщики-орнаменталисты, мебельщики, бронзовщики. И. Э. Грабарь называл Персье и Фонтена неумелыми архитекторами и «педантичными компиляторами, не слишком изобретательными в своих орнаментальных разводах».
Одной из главных фигур нового стиля был живописец Ж. Л. Давид, который в своей эволюции перешёл от положения «художника революции» и восхищения республиканскими идеалами к возвеличиванию фигуры императора. Давид делал рисунки мебели по мотивам археологических находок в раскопках Геркуланума и Помпей. По его рисункам мастер-мебельщик Ж. Жакоб изготавливал ампирную мебель. На кушетке работы Жакоба в «помпейском стиле» и в «римской тунике» Давид изобразил знаменитую парижскую красавицу мадам Рекамье.
Под влиянием новой моды женщины стали носить такие же платья «на римский манер». Живописец Давид посредством своих картин стал диктовать моду в одежде, оформлении интерьеров и мебели, и даже в дамских причёсках и манере поведения. Платья шили с высокой талией, высоко под грудью перехватывали поясом, а сзади вставляли валик из конского волоса. Шею и руки оставляли открытыми. Полотнища платьев внизу расшивали золотой и серебряной нитью, зелёными пальмовыми листьями. Нижний край отделывали синелью, пайетками и блестками. Если платье было нарядным, предназначалось для визитов и танцев, то у него часто были короткие рукава с буфами. Под платья-туники надевали рубашки или трико телесного цвета. Иногда даже платья из тонких материй смачивали водой, чтобы они прилипали к телу.
Архитектурных сооружений в период непрерывных войн в Париже возводили немного: триумфальная арка на площади Каррузель, Вандомская колонна, прототипами которых послужили Триумфальная арка Септимия Севера и Колонна Траяна в Риме. В 1806—1836 годах была возведена ещё одна триумфальная арка на площади Шарля де Голля (Звезды) в честь Великой армии по проекту Жана-Франсуа Шальгрена. За основу была взята композиция однопролётной Триумфальной арки Тита на римском Форуме. На вершине Вандомской колонны возвышается статуя Наполеона, выполненная скульптором Огюстом Дюмоном. Она представляет Бонапарта в виде древнеримского императора, задрапированного в короткий плащ и имеющего знаки славы — меч, крылатую богиню победы и лавровый венок.
Усилия архитекторов и декораторов были сосредоточены на переделке интерьеров старых королевских резиденций под покои императора и императрицы Жозефины. Так возникли новые ампирные интерьеры во дворцах Фонтенбло, Мальмезон, Компьень, Сен-Клу, дворцов Лувр и Тюильри в Париже и Большого дворца в Версале. Спальня императрицы Жозефины Бонапарт в её любимом Мальмезоне по проекту Персье и Фонтена была стилизована под походную палатку римского центуриона.
Бронзовые детали мебели, светильники, торшеры, канделябры, вазы, корпуса настенных и настольных часов изготавливала парижская мастерская Пьера-Филиппа Томира. С 1805 года Томир был «придворным чеканщиком» Бонапарта. В мебели его мастерской красное дерево сочеталось с позолоченной и матово-чёрной патинированной бронзой, напоминающей базальты Древнего Египта.
Помимо Древнего Рима источником вдохновения декораторов ампира стали египетские мотивы, вошедшие в моду после Египетского похода Наполеона Бонапарта 1798—1801 годов. Поход был неудачным в военном отношении, но исключительно плодотворным для развития науки и искусства. Вместе с Великой армией в Египет отправились 175 французских учёных самых разных специальностей. Научную и художественную часть экспедиции возглавил барон Доминик-Виван Денон, который стал открывателем древнеегипетского искусства. Он зарисовывал пирамиды и обелиски, снимал кальки с рельефов и росписей. Бонапарт назначил Денона директором художественного департамента Института Египта в Каире, а по возвращении в Париж, в 1804 году он стал директором Музея Наполеона, позднее переименованного в Музей Лувра.
В 1802—1813 и 1818—1828 годах в Париже издавалось «Путешествие по Верхнему и Нижнему Египту» (фр. Voyage dans la basse et la haute Egypte, 10 томов текста и 12 томов гравюр по рисункам Денона). В 1802 году — 24-томное «Описание Египта» Франсуа Жомара (переиздания 1810 и 1826 гг.), также иллюстрированное гравюрами с рисунков Денона и других художников. В 1809 году был опубликован альбом гравюр английского дипломата, путешественника и коллекционера У. Гамильтона «Египетские памятники». Этими материалами пользовались художники французского ампира и других стран.

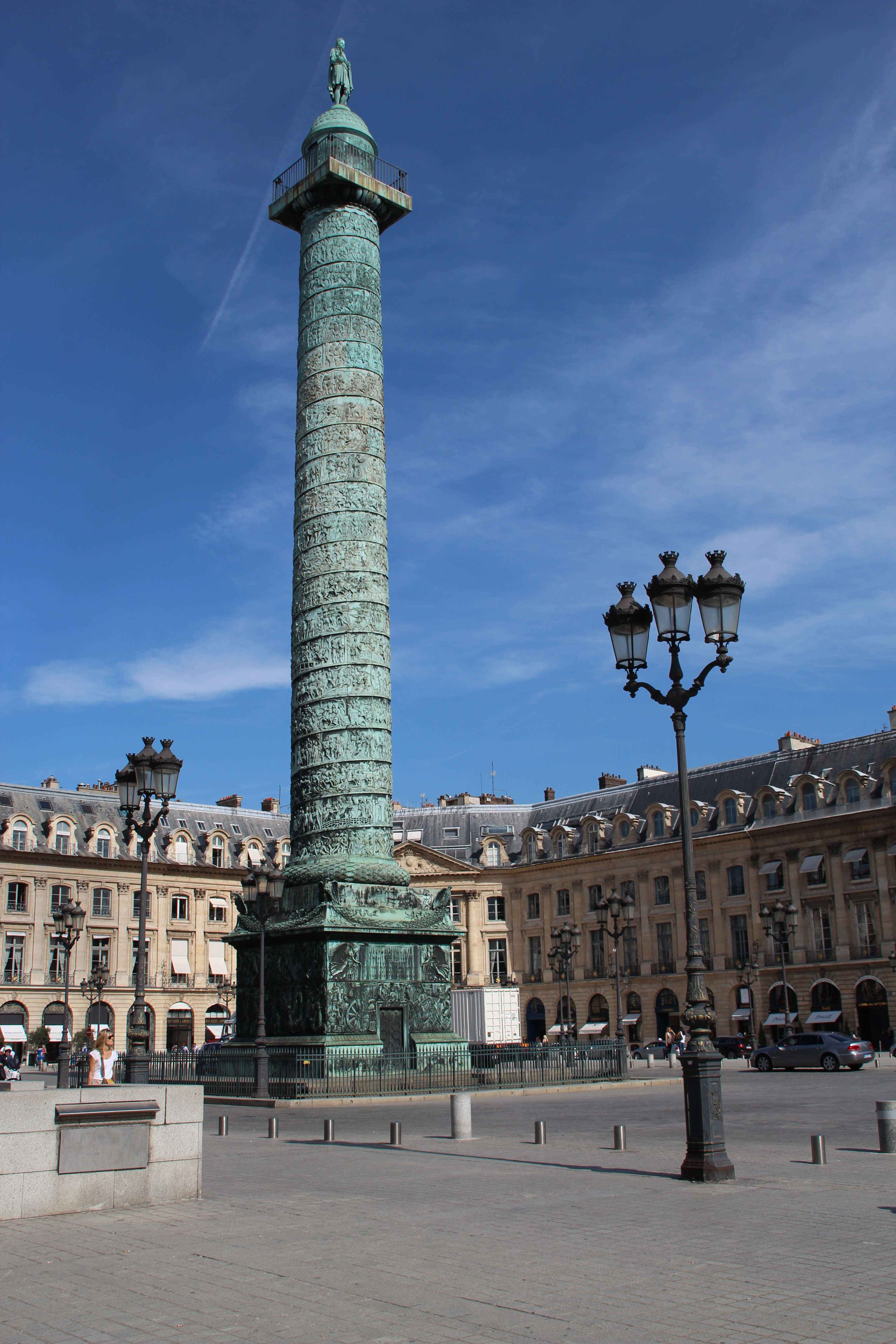
Вандомская колонна. 1806-1810. Париж. Архитекторы Ж. Гондуэн, Ж.-Б. Лепер
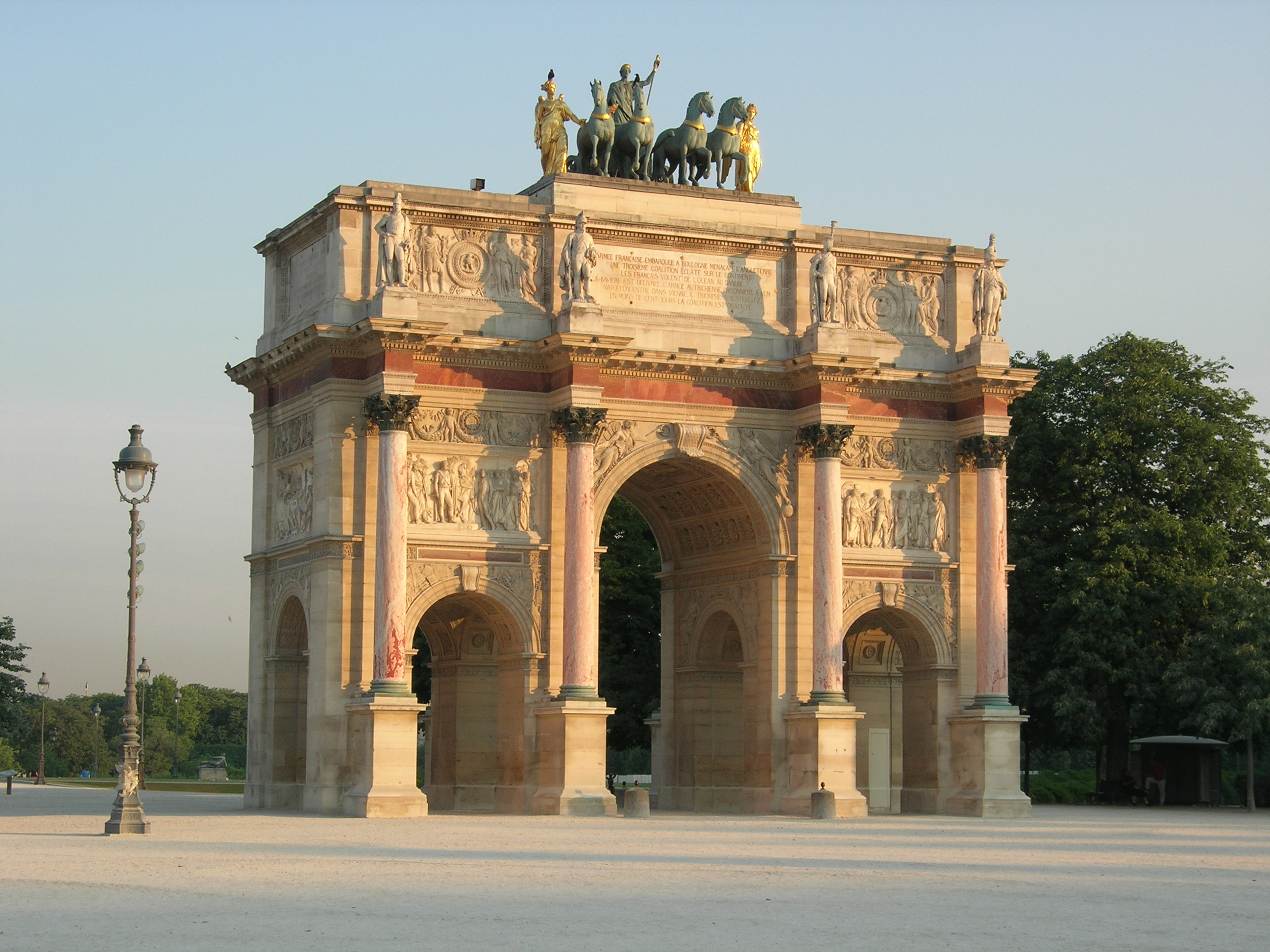
Арка Каррузель. 1808. Париж. Архитекторы Ш. Персье, П. Фонтен
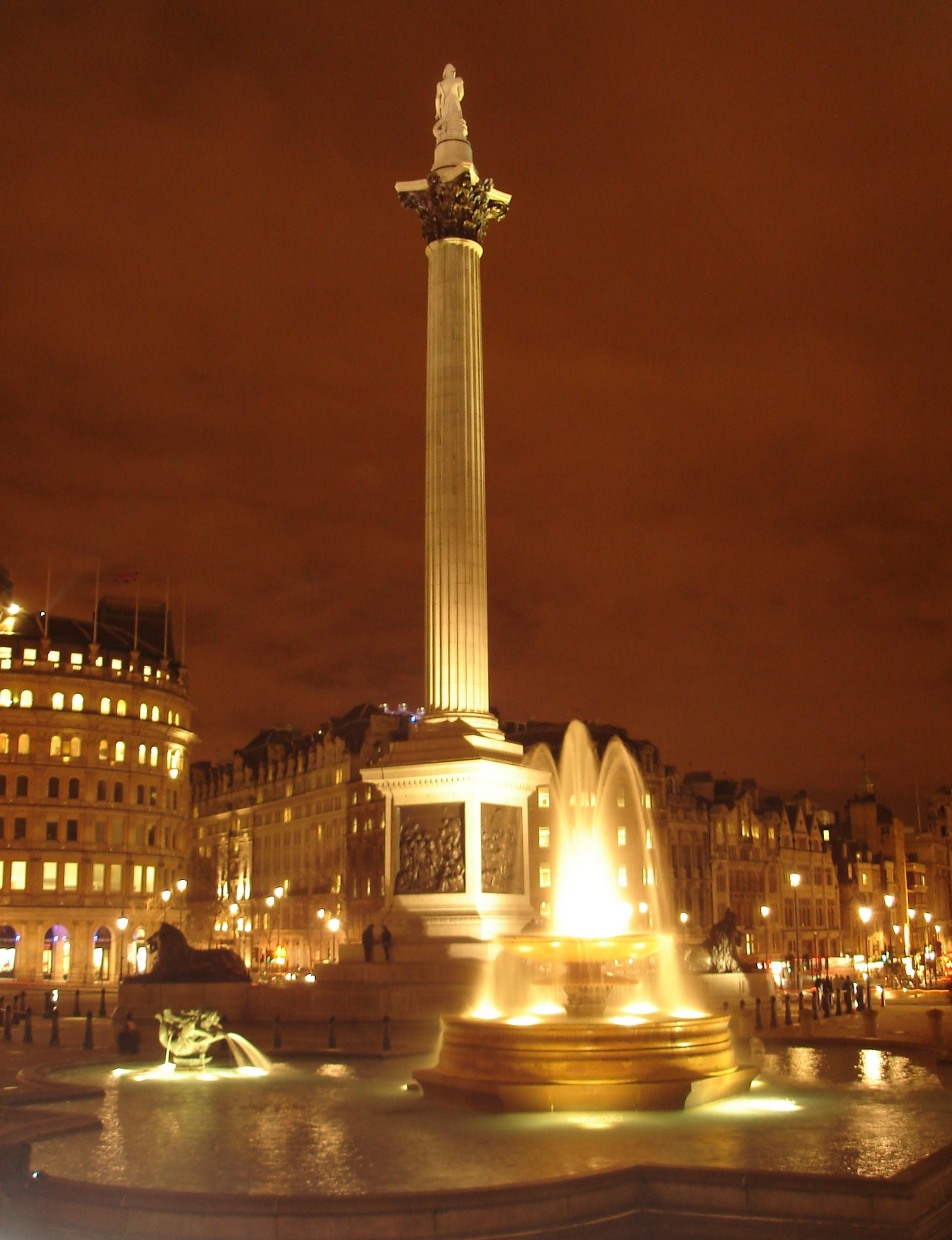
Колонна Нельсона, Лондон. 1840-1843
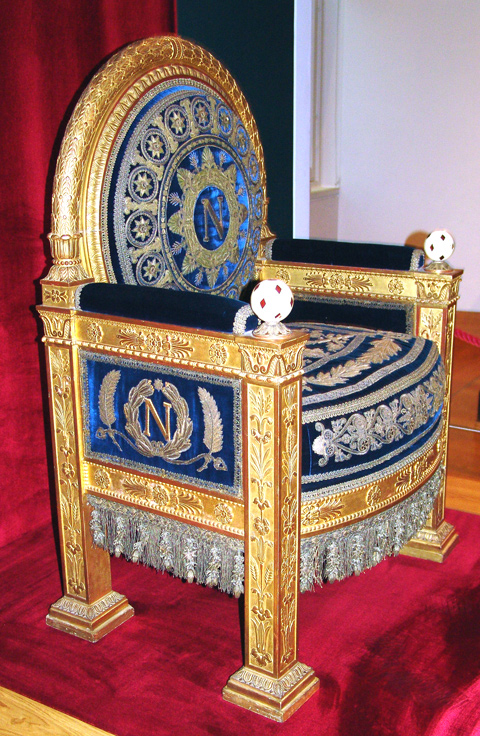
Трон Наполеона из дворца Тюильри. Лувр, Париж
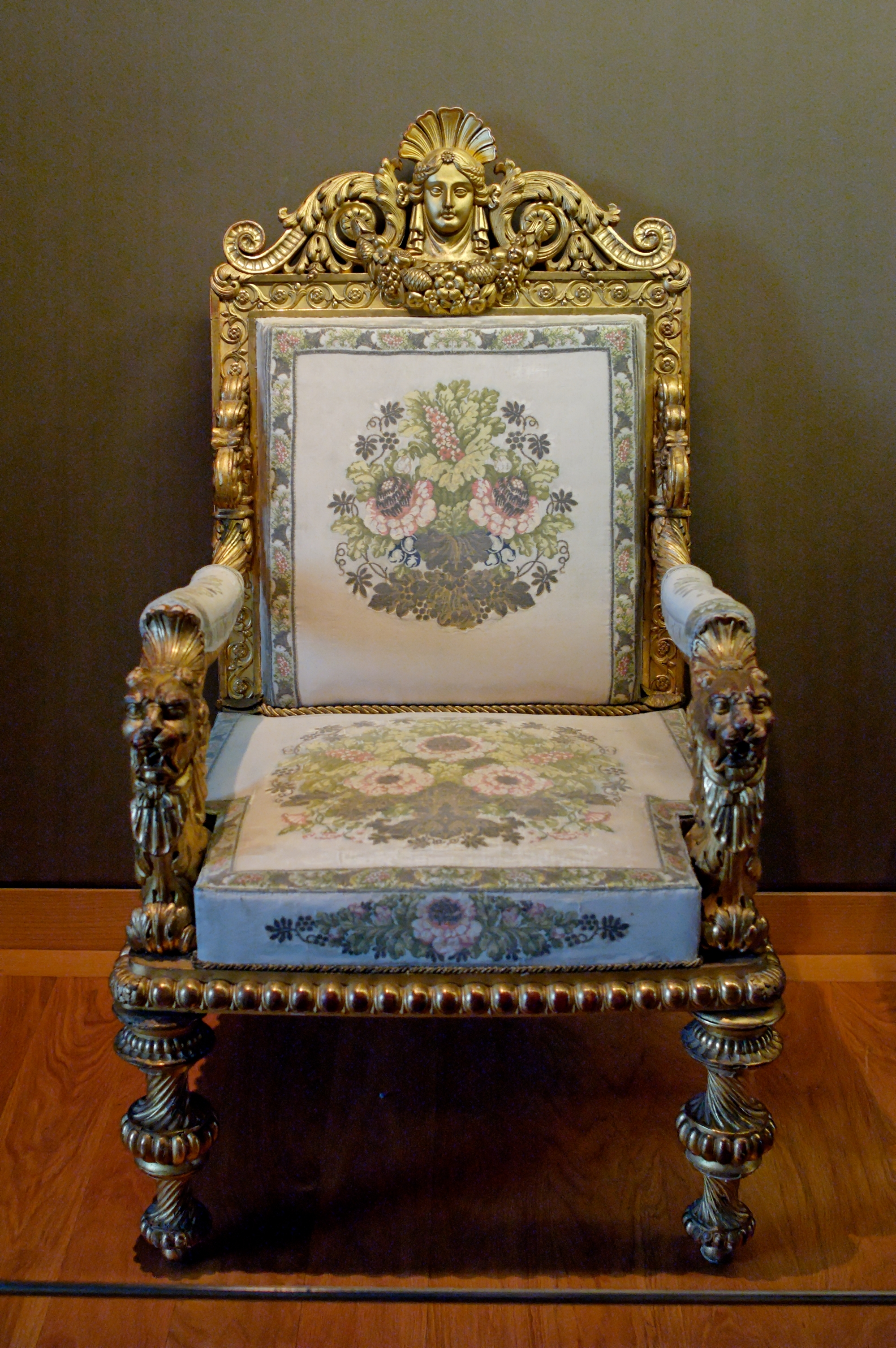
Кресло. Ок. 1830. Лувр
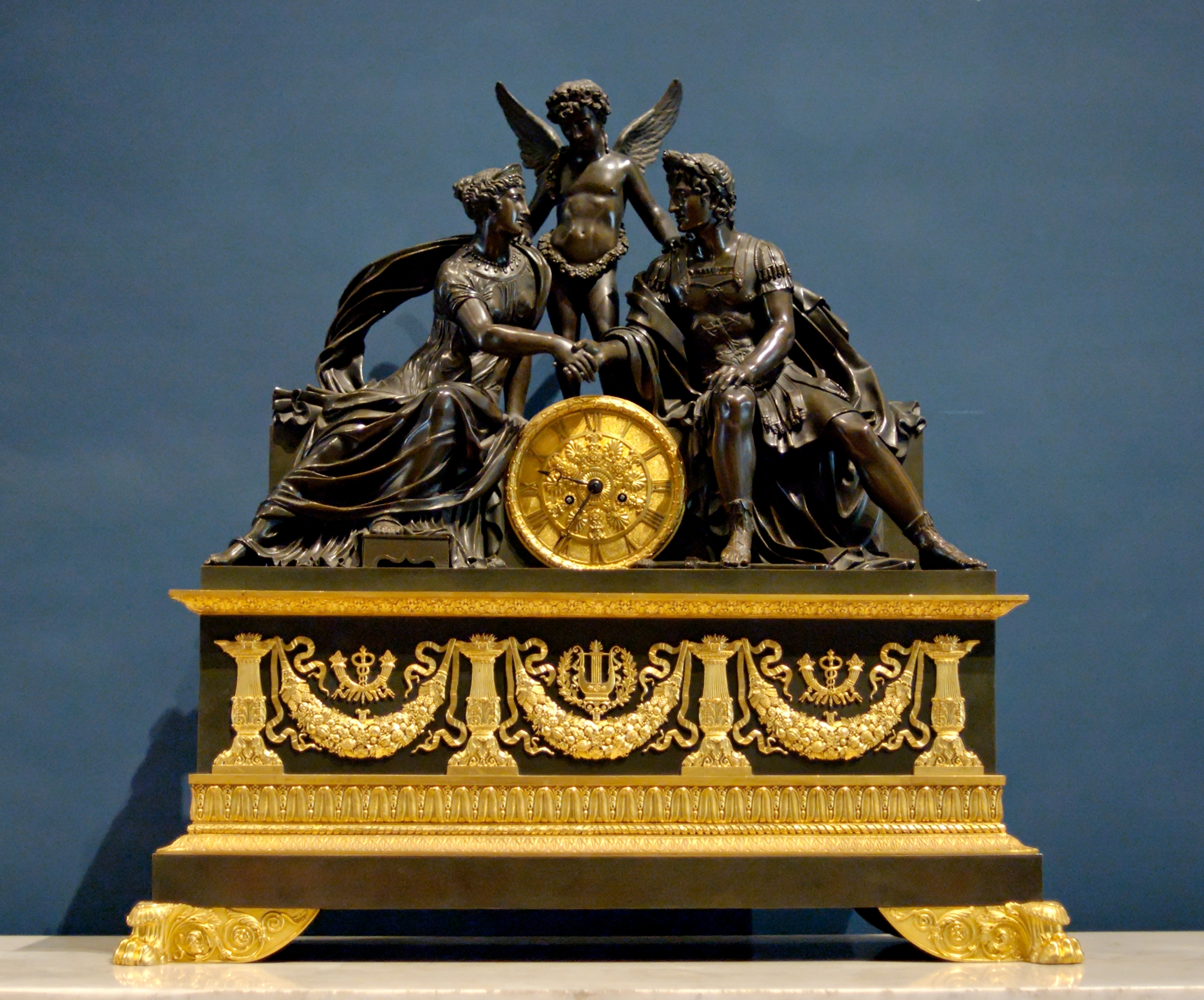
Настольные часы "Венера и Марс". Ок. 1810. Мастерская П.-Ф. Томира
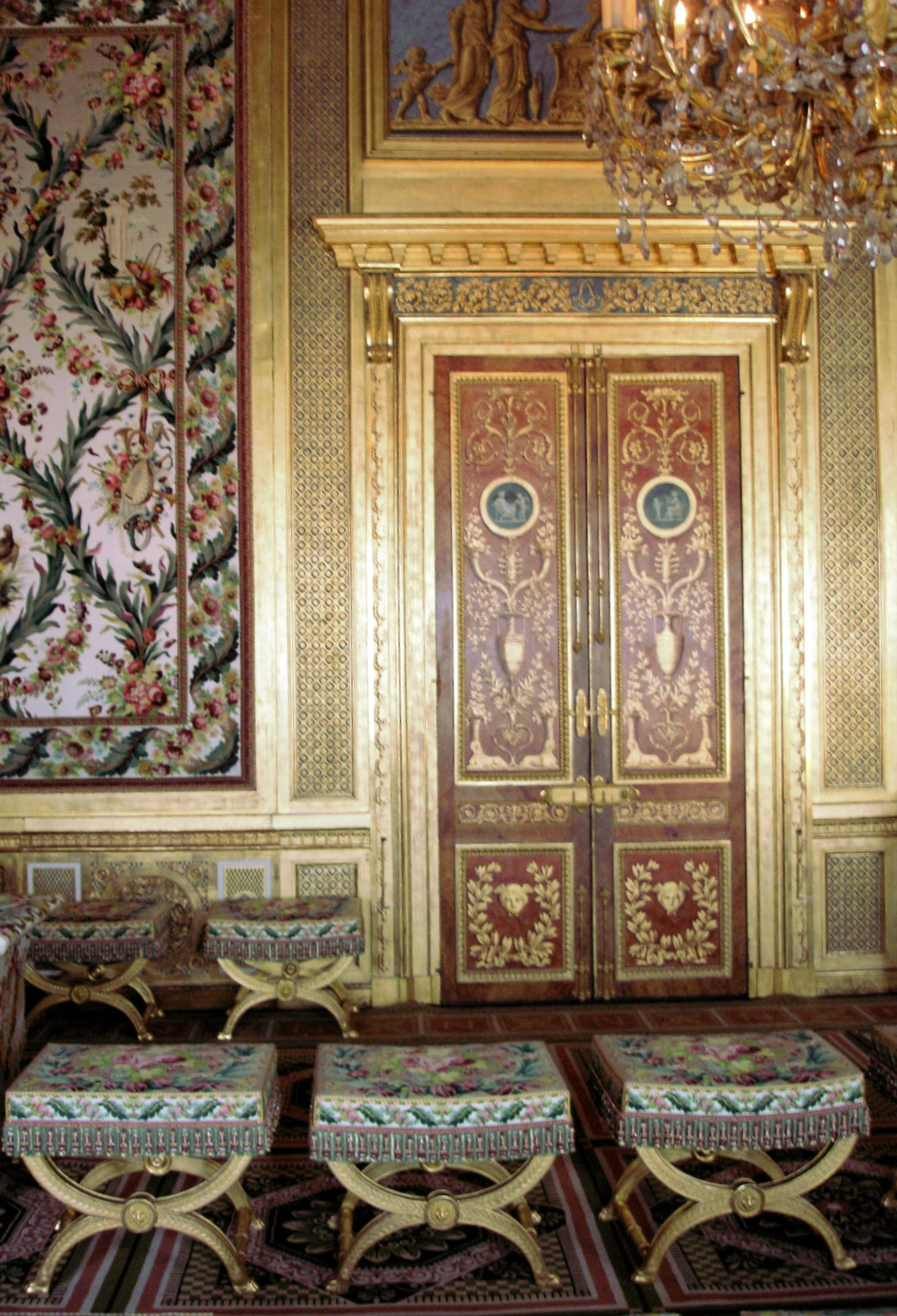
Отделка дворца в Фонтенбло
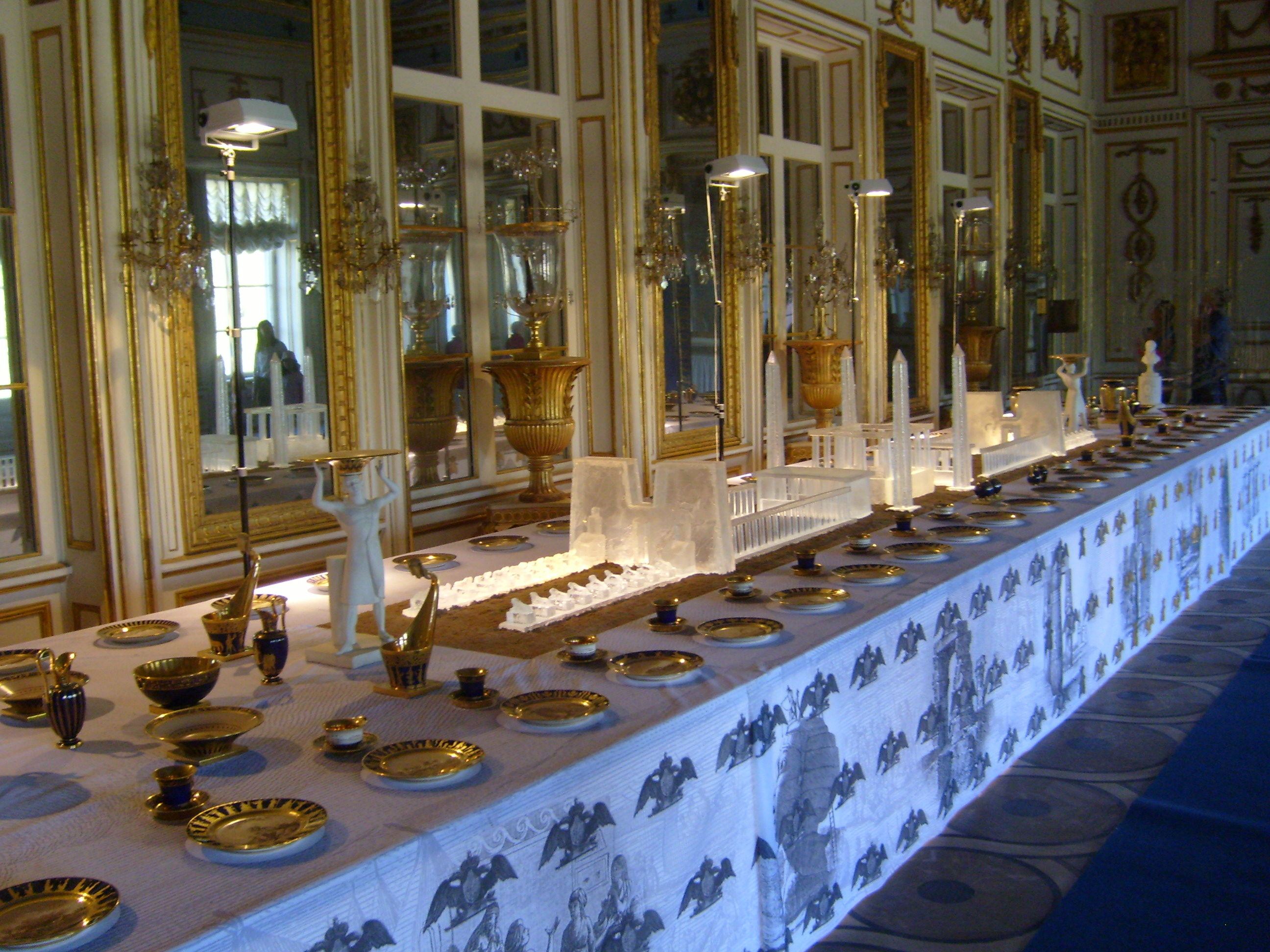
Египетский сервиз Севрской фарфоровой мануфактуры. Кусково, Музей керамики
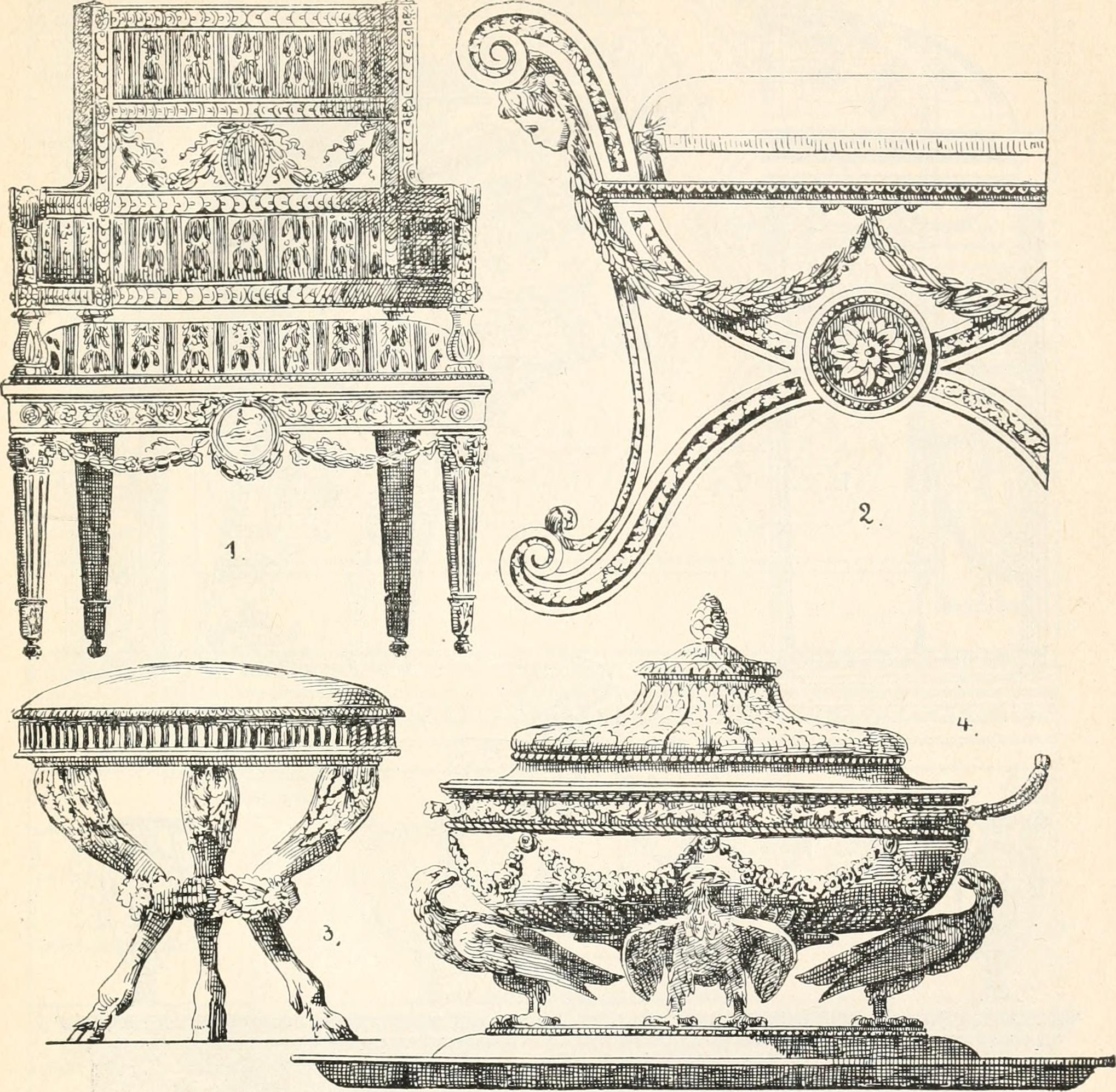
Орнаменты и декоративные элементы стиля ампир

## Ампир в живописи
В искусствоведении редко выделяют ампирную живопись как отдельный стиль, чаще рассматривают изобразительное искусство данного периода как часть неоклассицизма (в Европе) или русского классицизма. К собственно ампирной живописи можно отнести творчество французских художников первой четверти XIX века, например Энгра (ранний период творчества), Пюжоля, Мари Бенуа, Блонделя, Викара, Жака Луи Давида (один из основоположников стиля), Антуана Гро (увековечившего на своих полотнах победы Наполеона), Франсуа Жерара и многих других.
Характерным для ампирной живописи является жанр портрета. Как правило, это изображение аристократа или, реже, военачальника, одетых либо по моде своей эпохи, либо, в случае если изображена дама, в псевдо-античные одеяния. Композиция проста, поза изображенного статична, на фоне присутствуют характерные элементы неоклассицизма — античные колонны, драпировки (часто красного цвета), парковые насаждения.

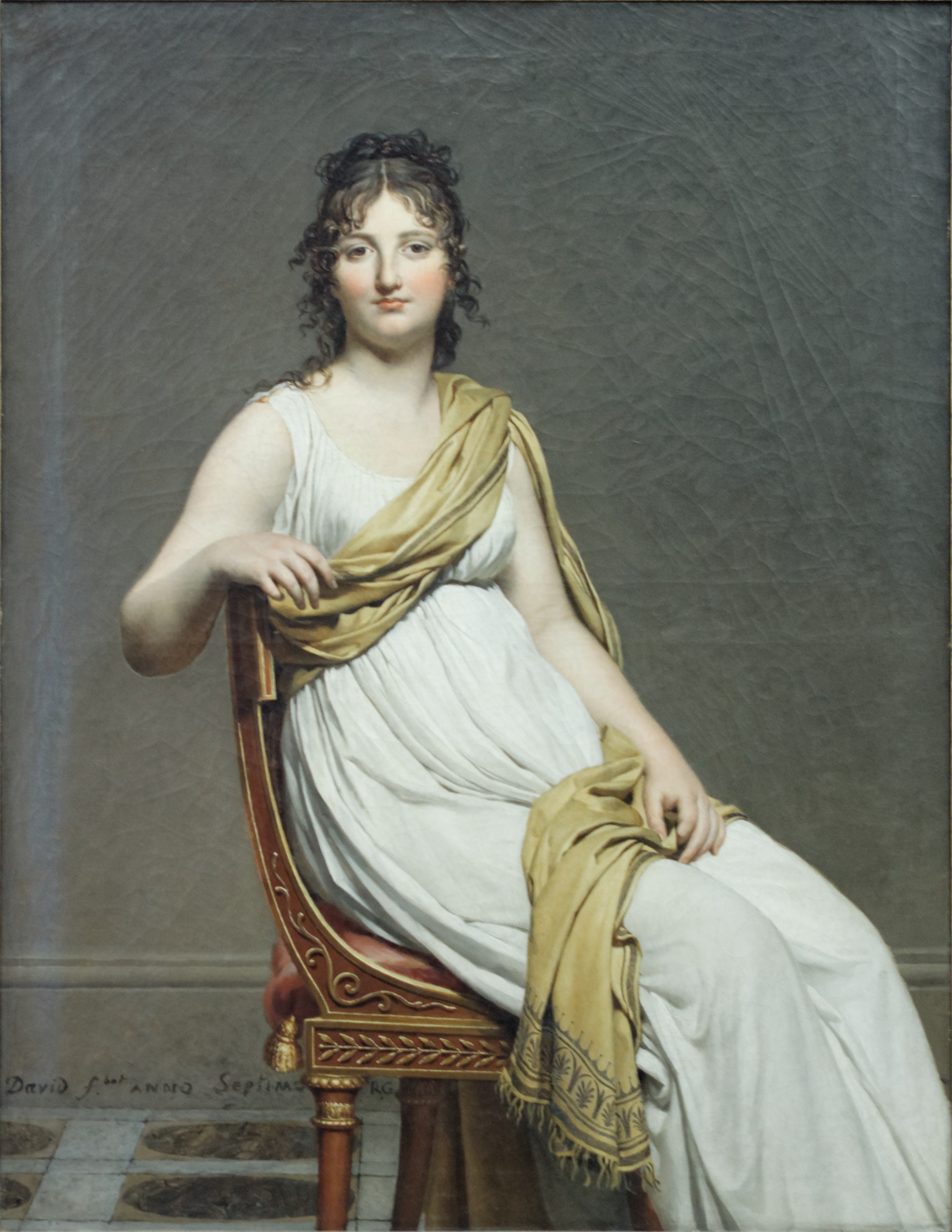
Давид, Жак Луи. Портрет мадам де Вернинак. 1799
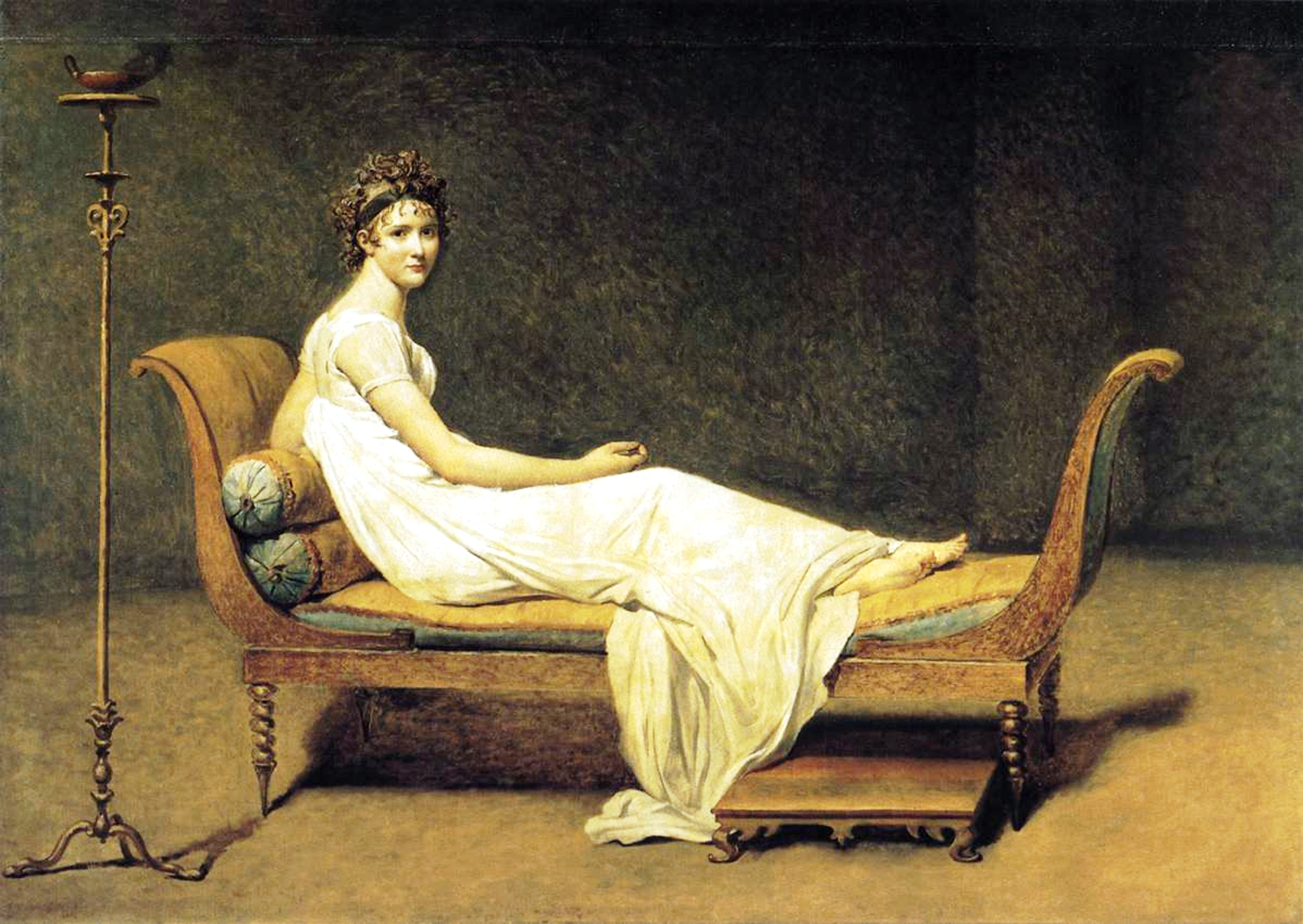
Давид, Жак Луи. Портрет мадам Рекамье. 1800
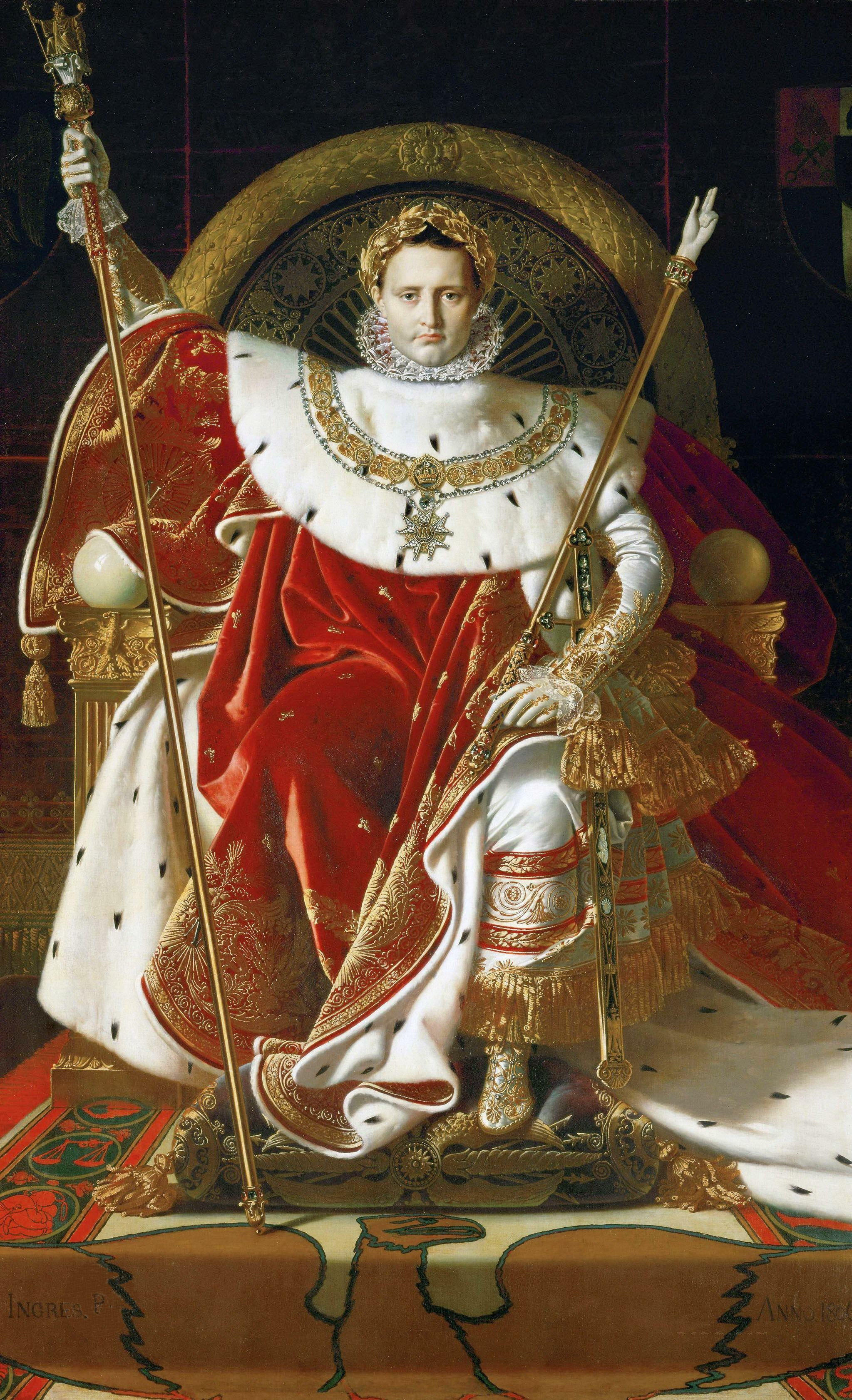
Энгр, Жан Огюст Доминик. Наполеон на императорском троне. 1806
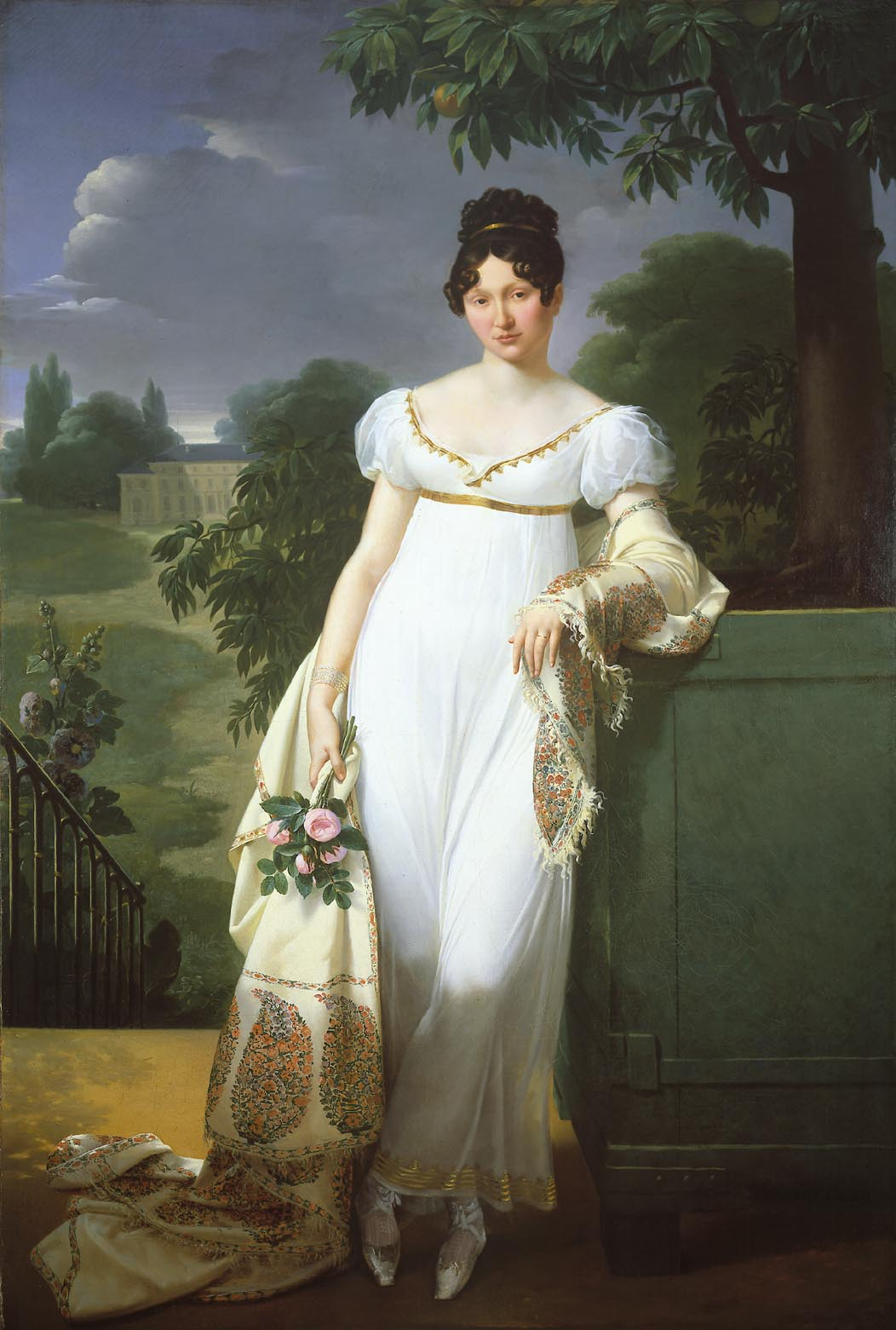
Блондель, Мерри-Жозеф. Жена маршала Бёрнонвиля. 1808
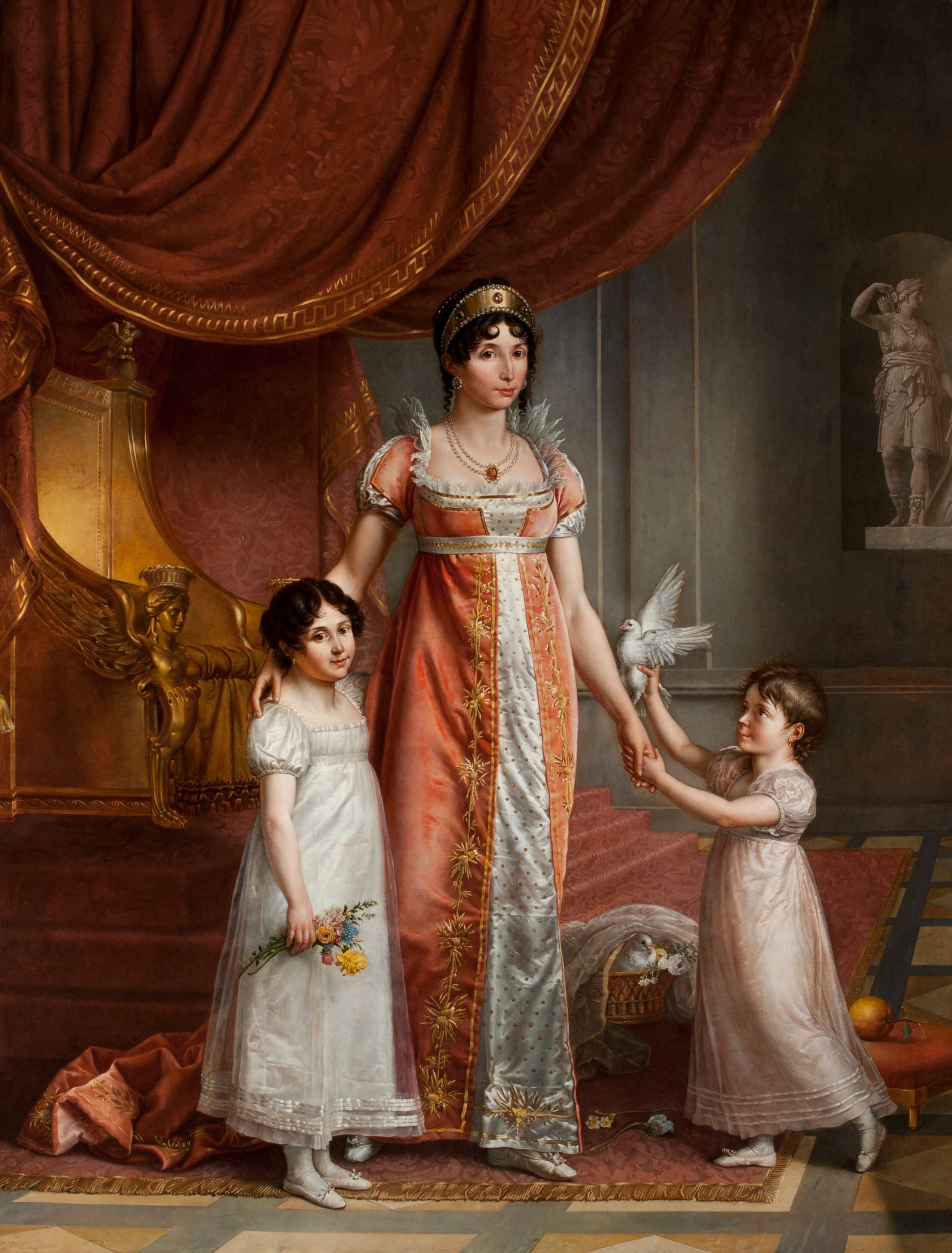
Викар, Жан-Батист Жозеф. Портрет Жюли Бонапарт с дочерьми. 1809

## Ампир в декоративно-прикладном искусстве
Поскольку ампир является официальным, придворным стилем большинство созданных произведений в этом стиле относится к оформлению дворцовых, репрезентативных интерьеров, парадной мебели, декоративным тканям и предметам обстановки. Декоративно прикладное искусство периода ампира представлено изделиями из фарфора, позолоченной бронзы, ювелирными украшениями.
Характерные черты:
- обильное использование золота (а также позолоченной бронзы или отполированной латуни, которая имеет сдержанный «золотой» блеск)
- обилие драпри дорогими тканями (бархат, атлас, парча), цвета — красный, белый, золотой
- древнеримские мотивы декора (греческий узор меандр, амфоры, скульптуры античных богов и героев, римский орел, колосья, пальметты, греческие сфинксы)
- египетские мотивы (изображения древних египтян в характерных одеждах, скарабеи, узор из лотосов)
- в ювелирных украшениях характерно использование камей, раковин и полудрагоценных или поделочных камней, отшлифованных, но не огранённых (поскольку в древнем мире огранки не знали и, следовательно, не было бриллиантов)

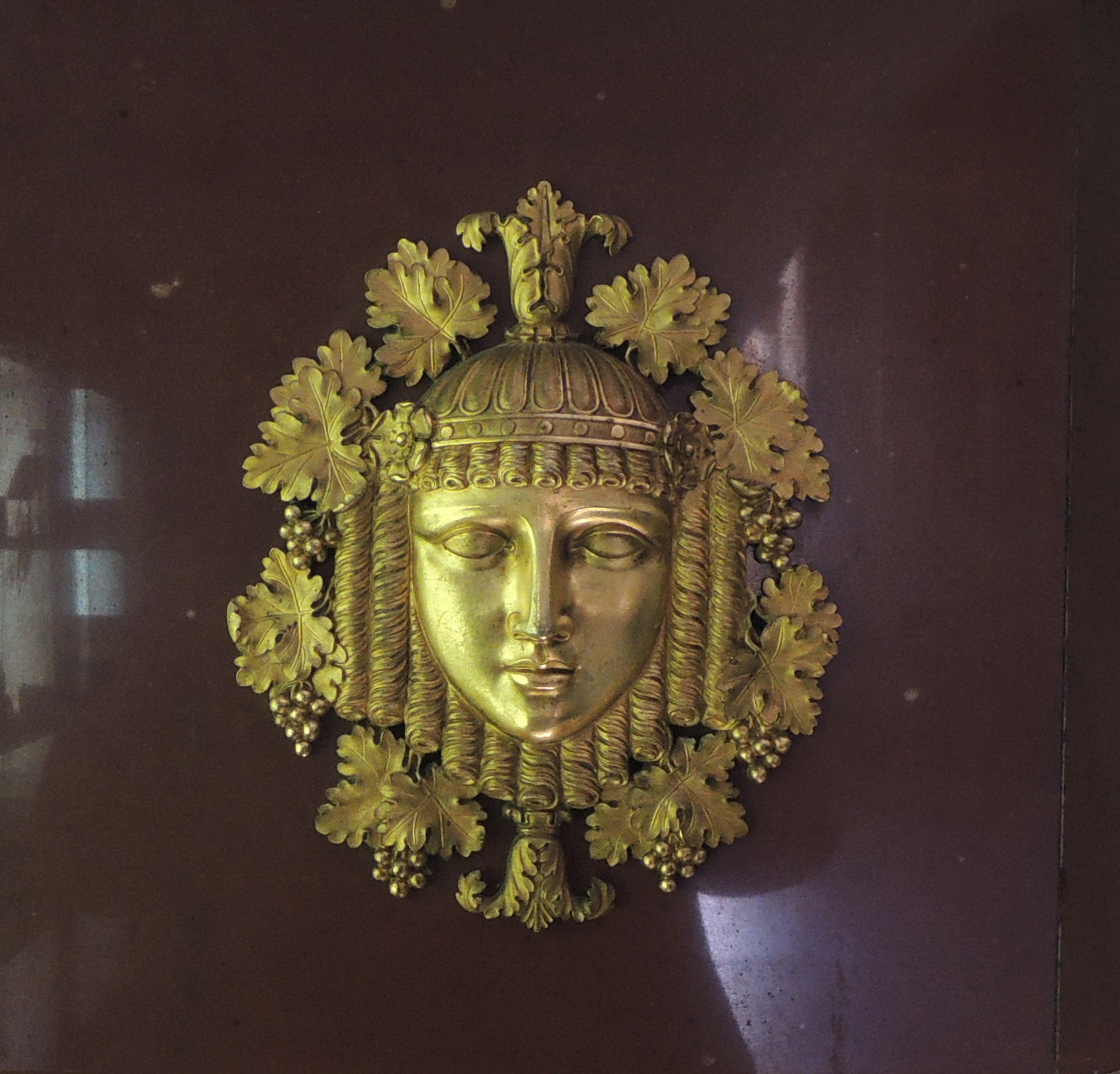
Элемент декора вазы
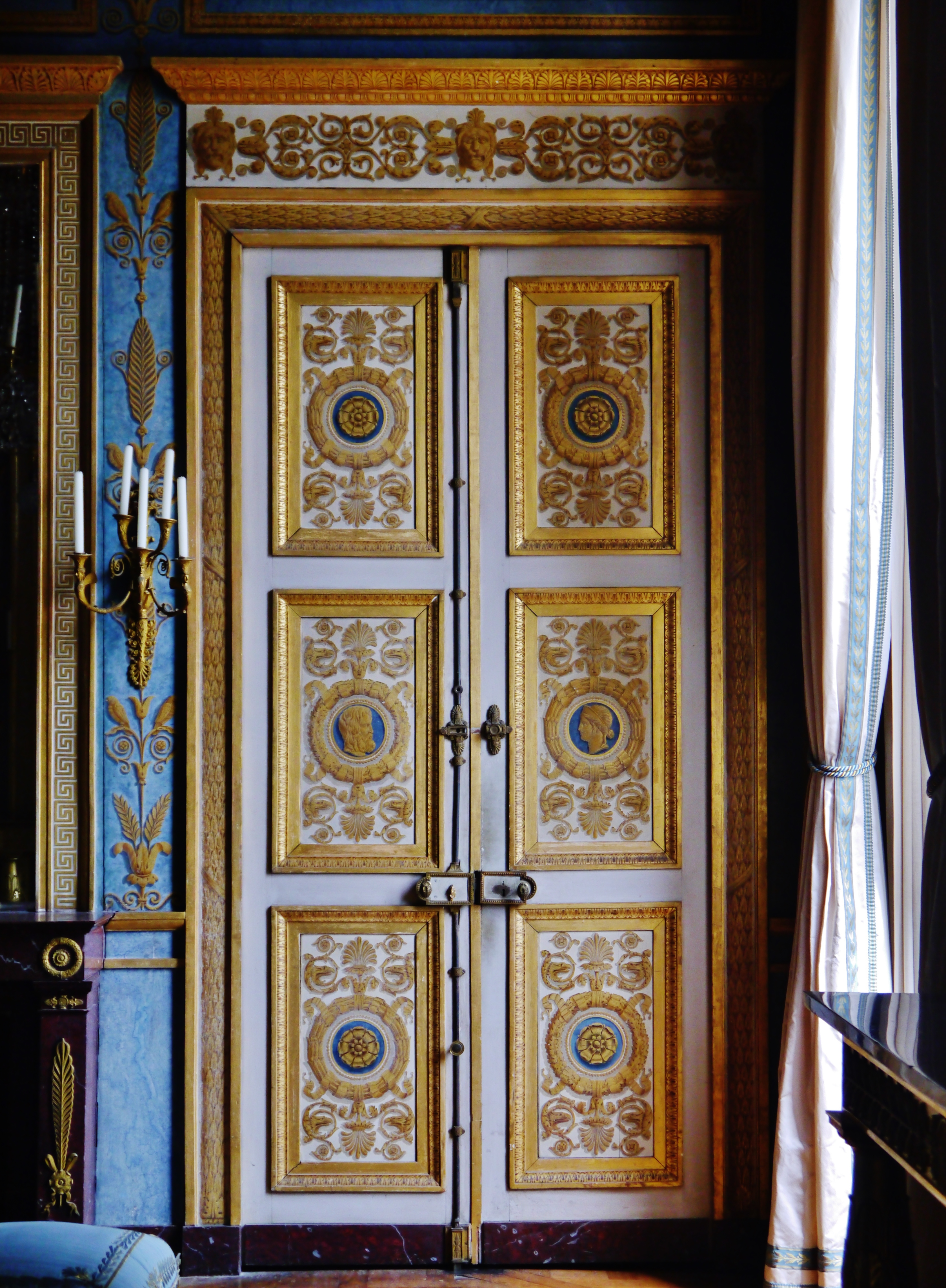
Дверь Голубой комнаты Компьенского дворца, Франция
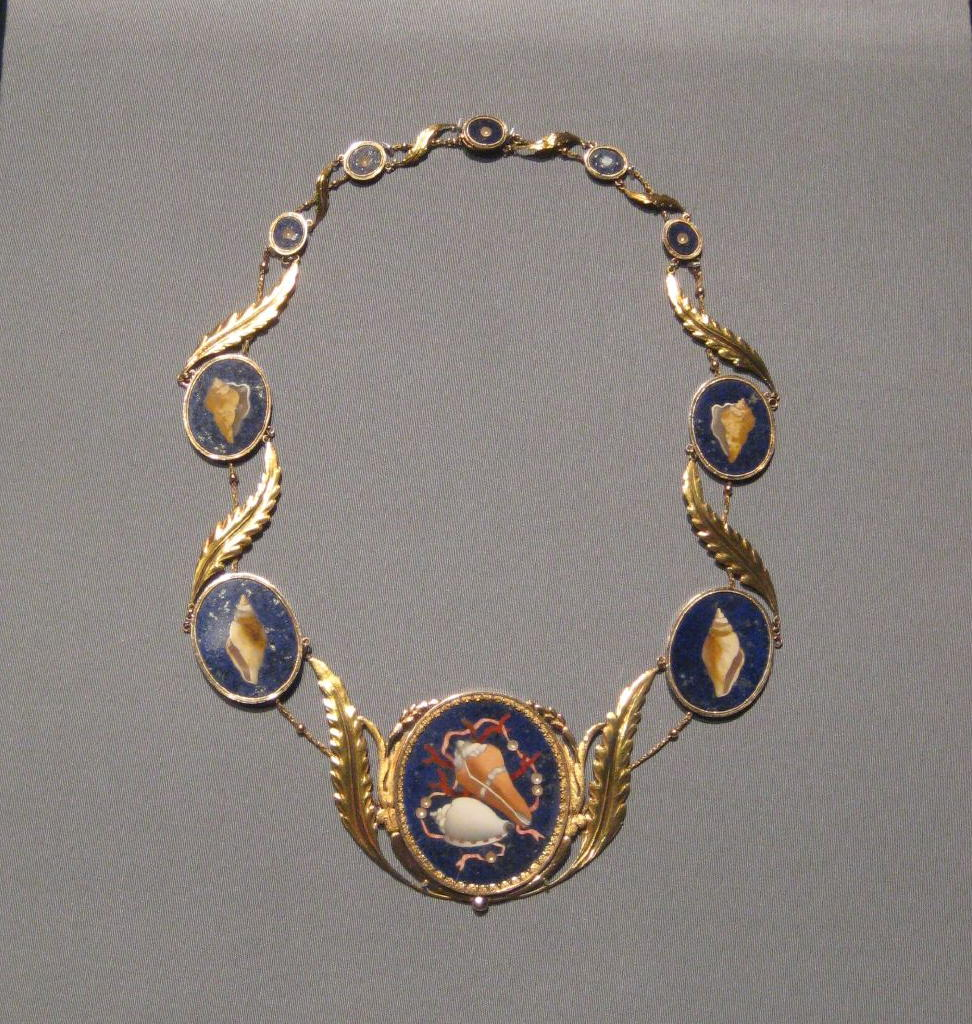
Ожерелье в античном стиле Каролины Бонапарт
Серьга в античном стиле из золота и стекла (имитация оникса), ок. 1800
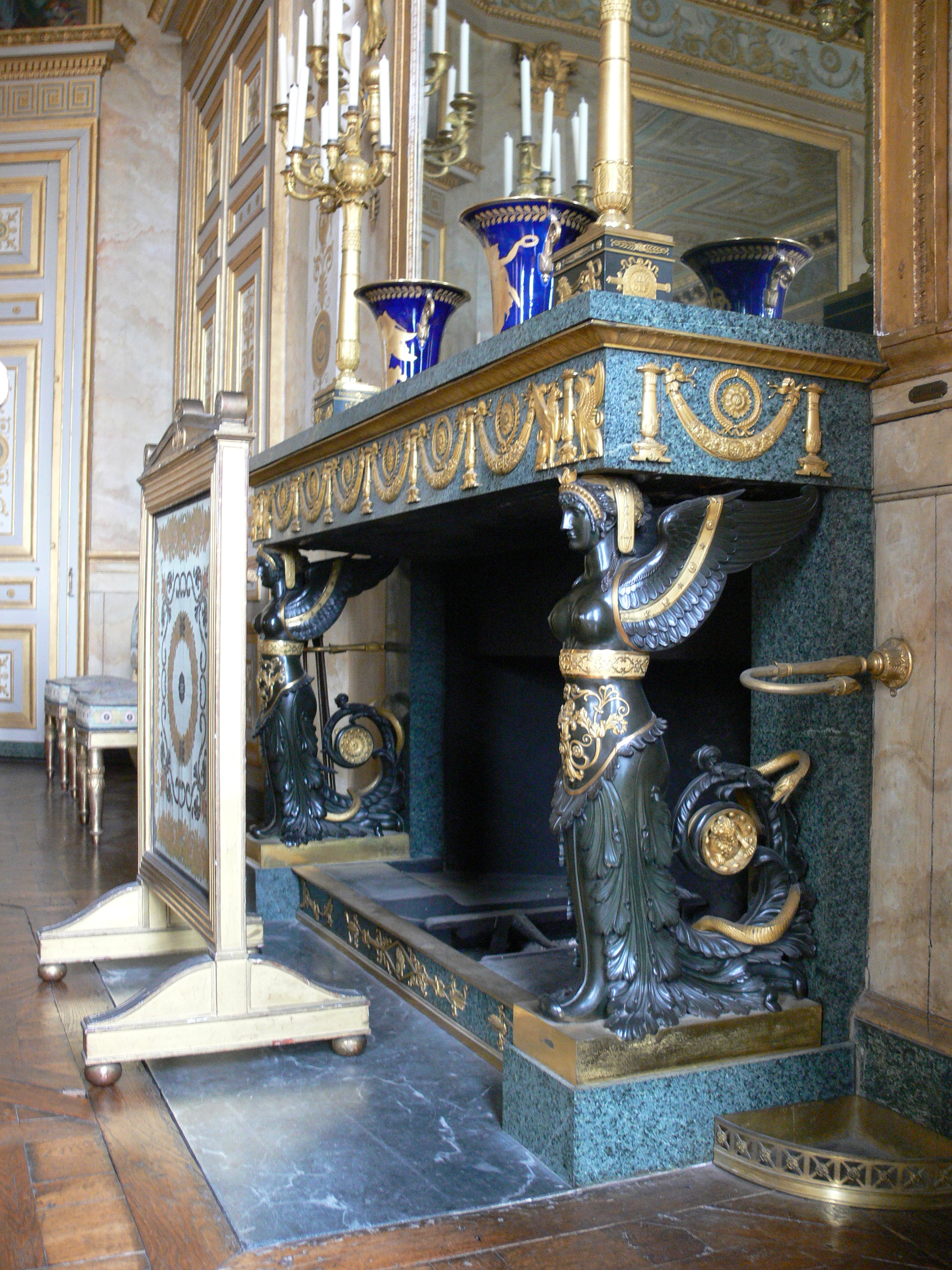
Камин со сфинксами в Компьенском дворце
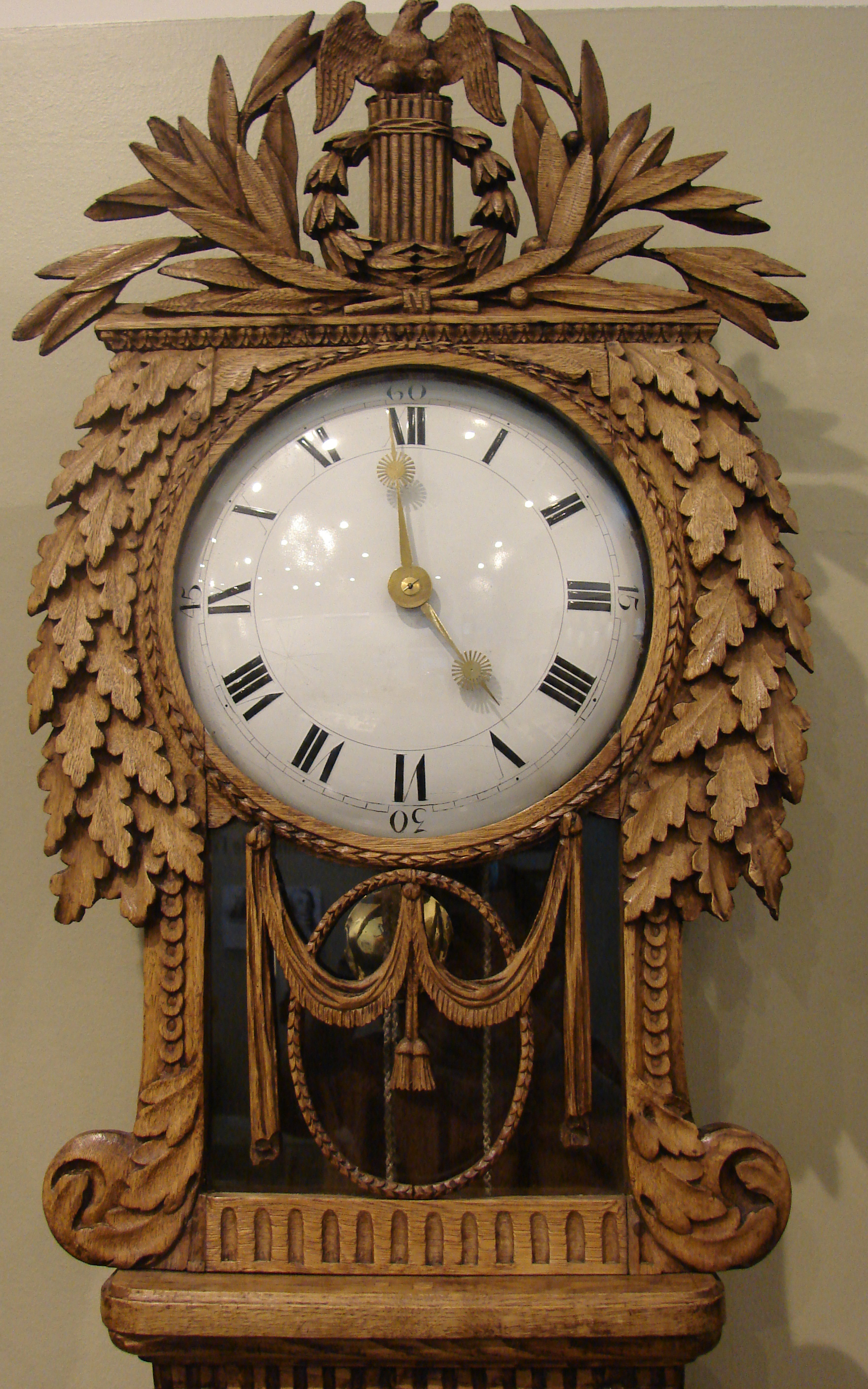
Часы в римском стиле (венок, фасции, орел)

## Русский ампир
Французские влияния проникали в русское искусство ещё до начала Отечественной войны 1812 года. Это были элементы неоклассицизма, стилей Директории и Консульства. Архитекторы Персье и Фонтен с разрешения Наполеона через французского посла в Санкт-Петербурге посылали императору Александру I альбомы с видами «всего замечательного, что строилось в Париже». Русская аристократия подражала нравам парижских Салонов. Сам Наполеон присылал Александру описания своего Итальянского и Египетского походов с гравюрами.
После победы России над Наполеоном в войне 1812—1815 годов подъём патриотических настроений привёл к возникновению такого самостоятельного явления, как «русский ампир».
Существует определение «николаевский ампир» в отношении к периоду правления императора Николая I (1825—1855).
Возрождение эстетики ампира в иных формах происходило в России в советское время, в период от середины 1930-х до середины 1950-х годов. Это направление в архитектуре, скульптуре и декоративно-прикладном искусстве известно как советский, или «сталинский ампир».

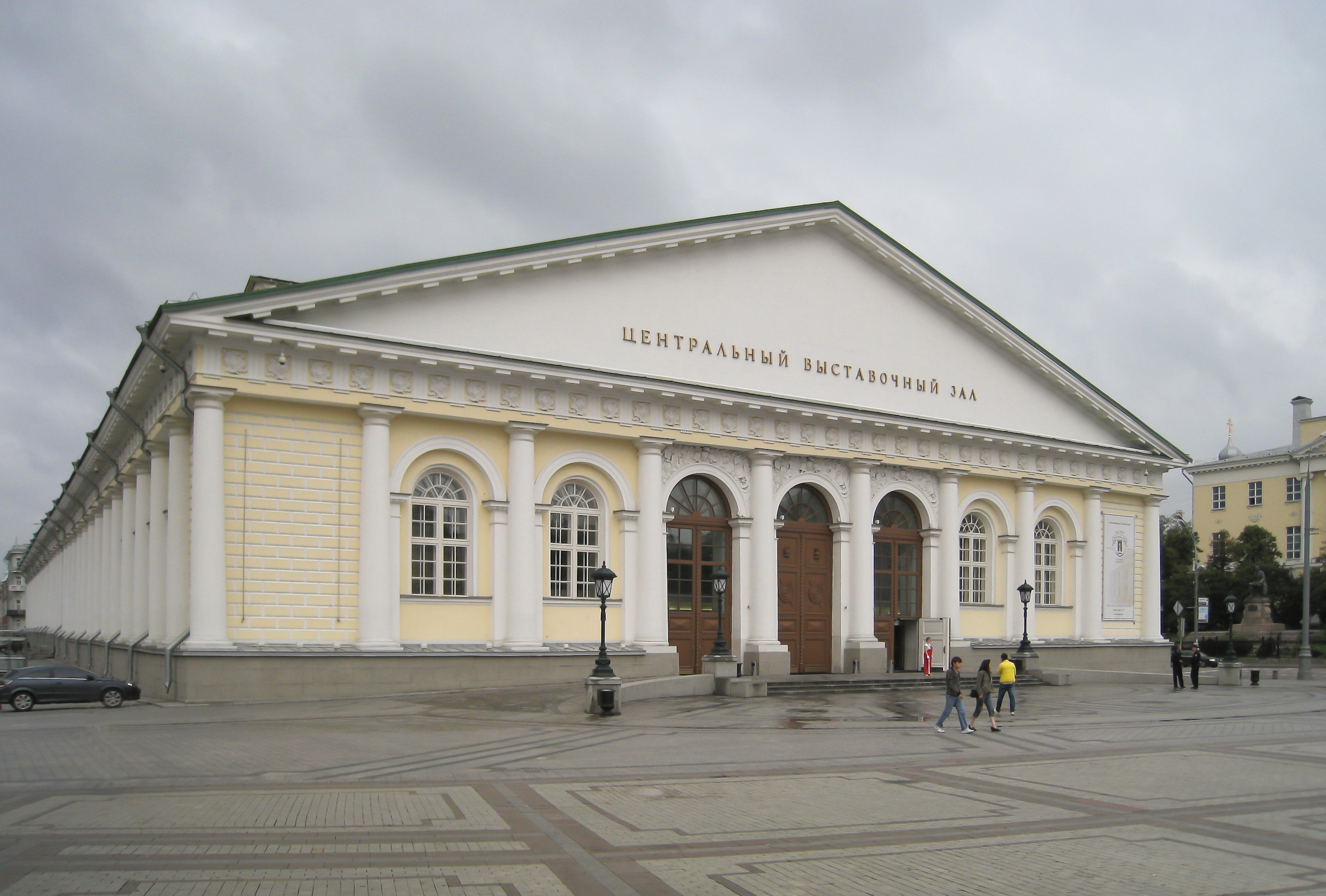
Центральный выставочный зал «Манеж» в Москве. 1817
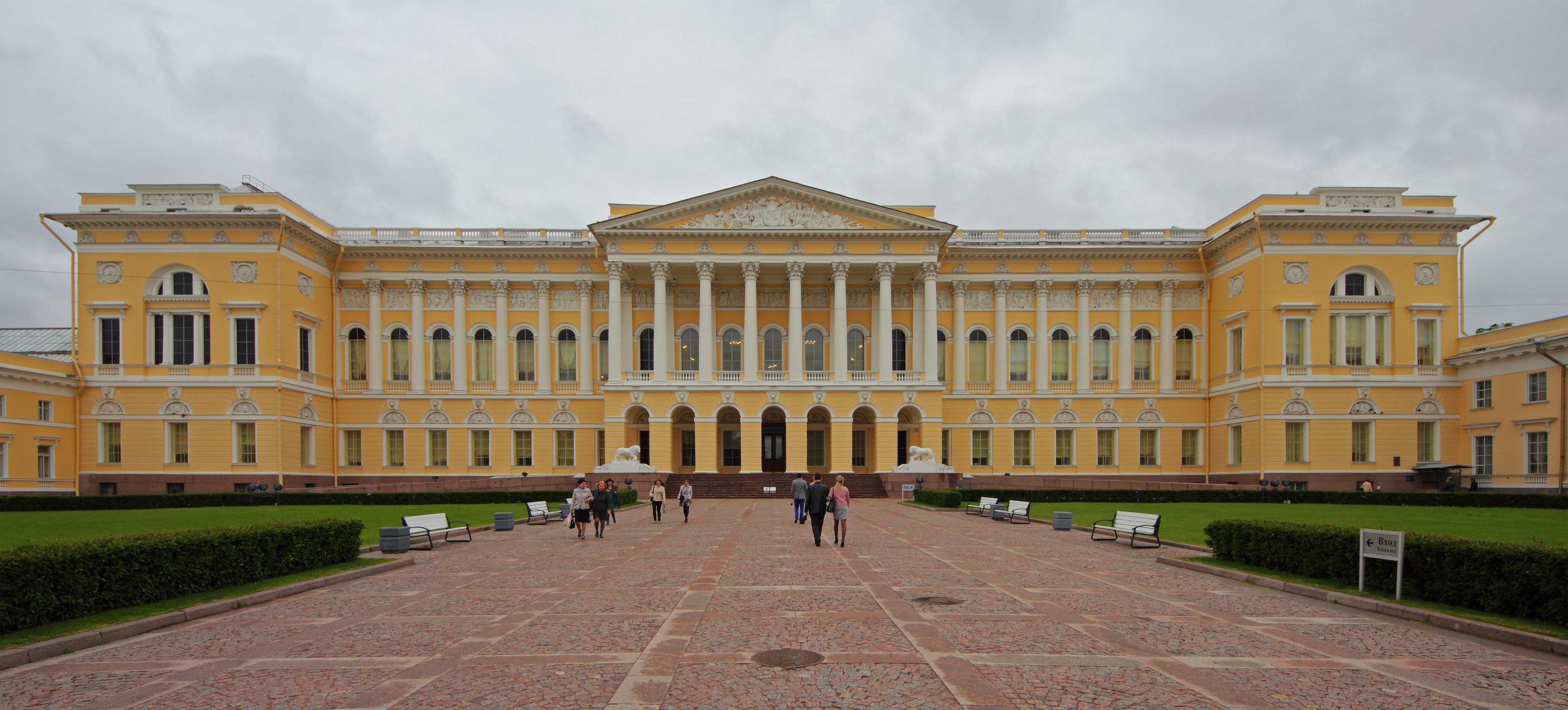
Михайловский дворец. 1819—1825. Архитектор Карл Росси
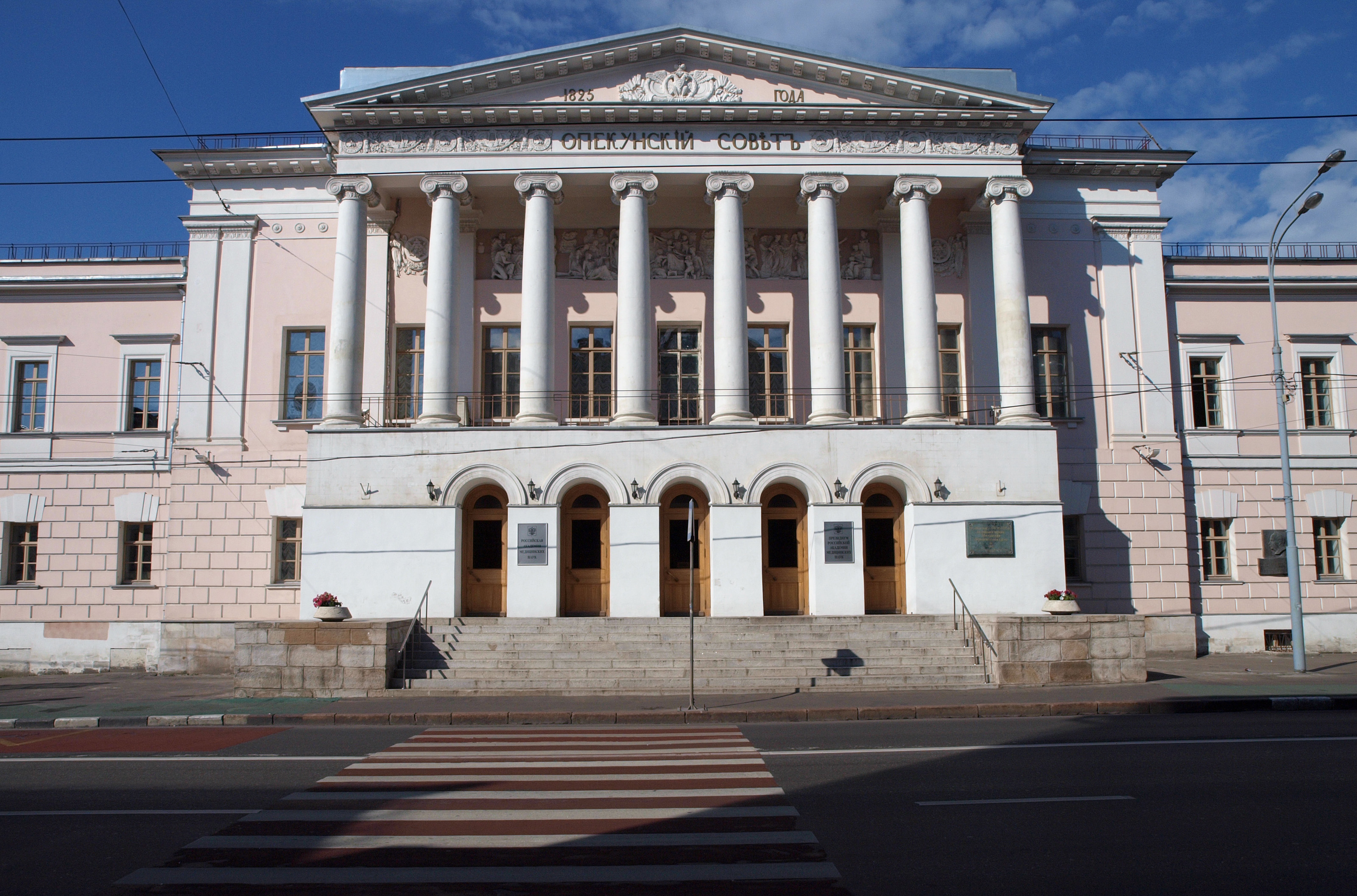
Здание Опекунского совета в Москве. 1823—1826
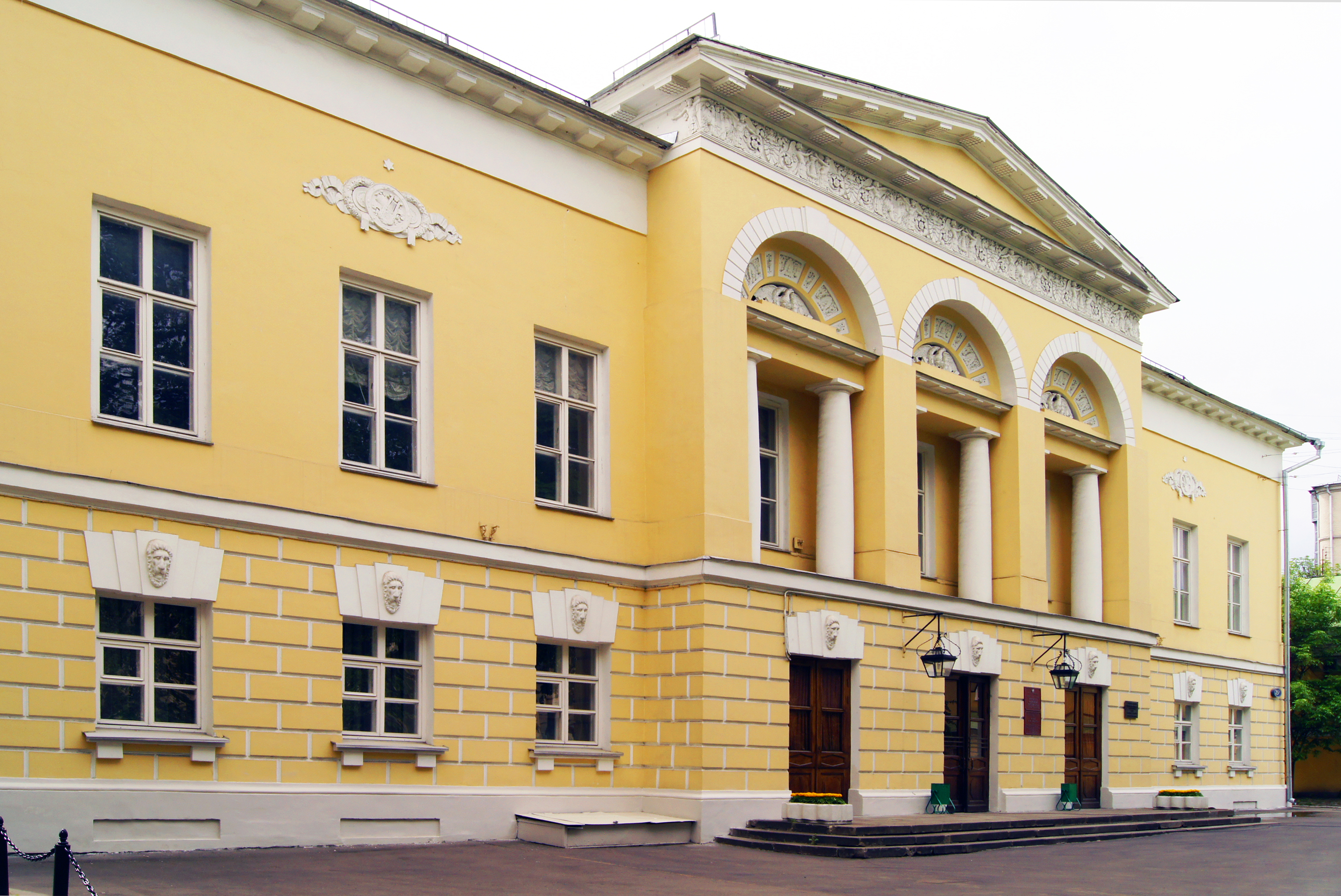
Усадьба Гагарина В Москве. Архитектор Доменико Жилярди. 1821—1829
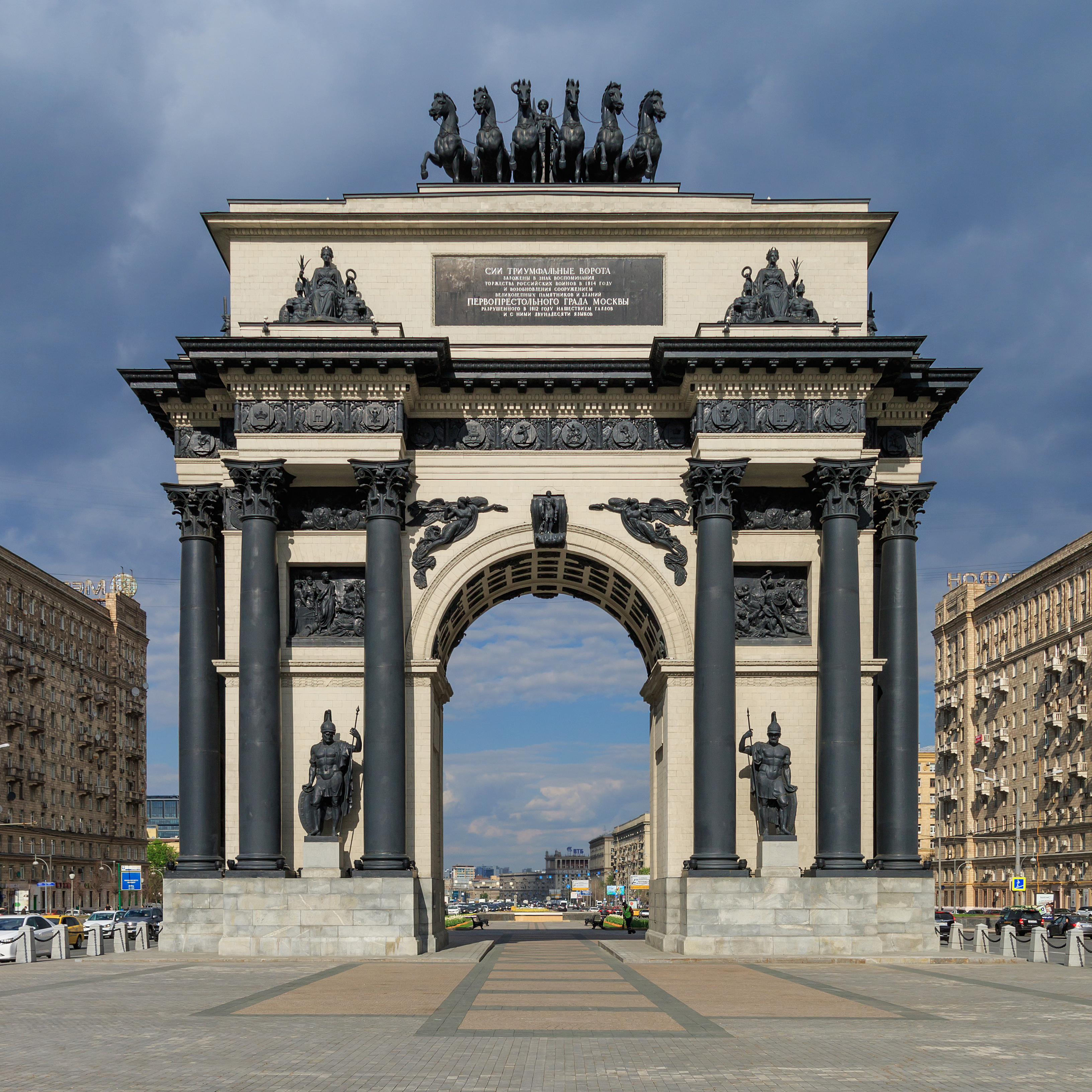
Триумфальные ворота (Москва). 1829-1834. Проект О. И. Бове